# Olšanský rybník (Sedlec)
Olšanský rybník je rybochovný, průtočný rybník v Sedlci, východně od sedlecké osady Olšany mezi Sedlcem a Mariánským Týncem, asi 3 km severozápadně od Kralovic v okrese Plzeň-sever.

## Vodní režim
Rybník leží na Kralovickém potoce na jihozápadním úpatí Červené hory a vrchu Březina. Do rybníka ústí také Sedlecký a Olšanský potok.

## Historie
Olšanský rybník, největší v okolí, je poprvé zmiňován v roce 1432, kdy při rozdělení majetku pánů z Kolovrat připadl i s nedalekým hospodářským dvorem Olšany k hradu Krašov. Roku 1480 opat Adam vyplatil část zastaveného majetku a rybník se i se dvorem dostal pod klášterní správu. Za opata Evžena Tyttla byla hráz Olšanského rybníka opravena. V současnosti je z rybníka odebírána voda pro obyvatelstvo.